# Kroon van Sint-Eduard

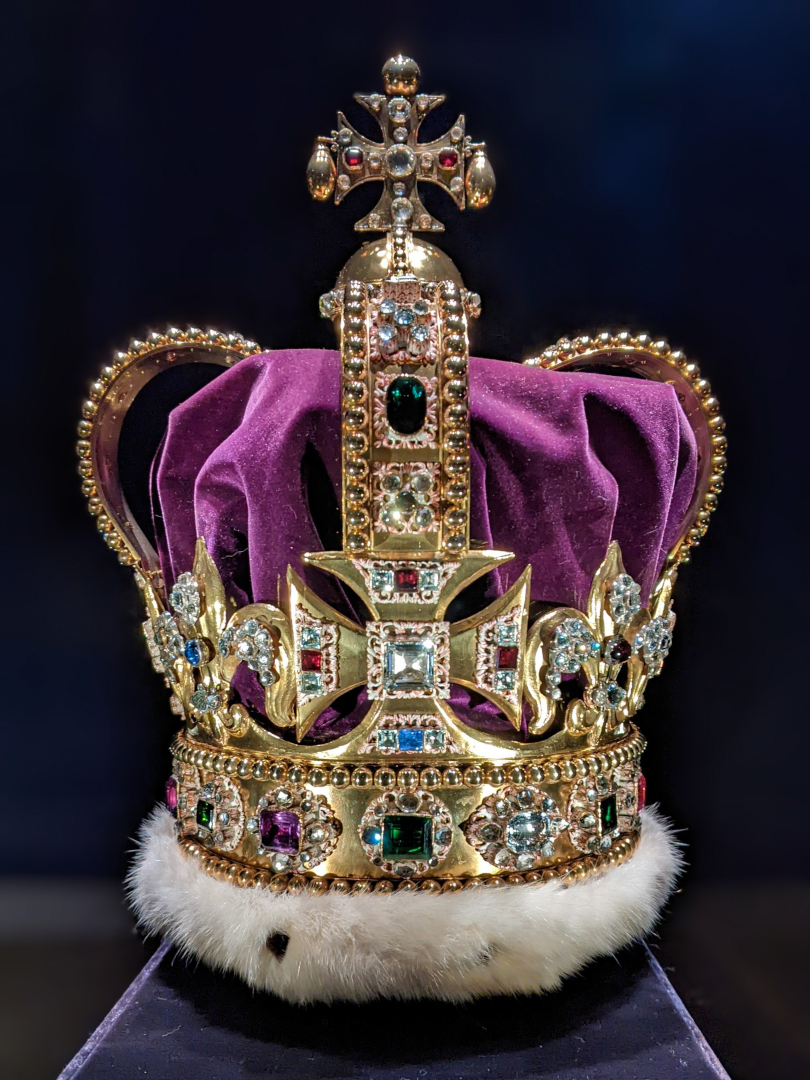
De Kroon van Sint-Eduard (St Edward's Crown).

De Kroon van Sint-Eduard (Engels: St Edward's Crown) is een van de Britse regalia, een tastbaar symbool van het koningschap. Hij behoort tot de Engelse kroonjuwelen en is in de loop der jaren deel geworden van de Engelse regalia, die van het Verenigd Koninkrijk en van de koninkrijken in het Gemenebest.
De kroon zelf, vervaardigd in 1661, behoort tot de schatten van de Britse monarch. Hij is genoemd naar Eduard de Belijder, koning van Engeland van 1042 tot 1066 en heiligverklaard in 1161. De afbeelding van de kroon wordt in Canada, Australië, Nieuw-Zeeland, Papoea-Nieuw-Guinea en andere koninkrijken van het Britse Gemenebest gebruikt als symbool van de koninklijke macht.

## Geschiedenis
Het is gebruikelijk om de koning of koningin met deze kroon te kronen; alleen Victoria en Eduard VII zagen daarvan af. Zij lieten zich met de veel lichtere Keizerlijke Staatskroon (Engels: Imperial State Crown) kronen. De massief gouden St Edward's Crown weegt 2,2 kilo, de modernere staatskroon slechts 910 gram. Het dragen van een zware kroon kan onaangenaam zijn.
In de middeleeuwen maakten koningen graag gebruik van een kroon die toebehoord zou hebben aan een heilige of aan een illustere voorganger. Men dichtte een kroon graag een dergelijk verleden toe. Voorbeelden van deze traditie zijn de keizerskroon in het Heilige Roomse Rijk, de Kroon van de heilige Wenceslas van Bohemen en de Kroon van Sint-Stefan in Hongarije. In werkelijkheid zijn deze kronen enkele eeuwen later vervaardigd dan hun naamgevers leefden.
De oorspronkelijke kroon die koning Eduard de Belijder droeg met de viering van kerstmis in het jaar 1065, werd door Willem de Veroveraar gebruikt tijdens zijn kroning exact een jaar later. Deze kroon werd ook gehanteerd bij de kroning van zijn opvolgers tot en met Jan zonder Land in 1199. Mogelijk is deze in 1216 verloren gegaan, maar het is niet zeker dat koning Jan zijn kroonjuwelen inderdaad is kwijtgeraakt. Of het deze kroon was die in de eeuwen daarna werd gehanteerd, of andere, is niet bekend. In de turbulente laatste jaren van koning Karel I of kort na diens dood werd de koningskroon gesloopt in opdracht van het opstandige Parlement. Het goud werd omgesmolten tot muntgeld, de edelstenen werden verkocht. 
Er zijn schrijvers die de mogelijkheid opperen dat delen van de oude kroon zijn gebruikt voor een kroon voor de "Lord Protector" Oliver Cromwell. Wanneer delen van die kroon op hun beurt in de kroon van Karel II zijn gebruikt zou er een fysieke band zijn met een zeer oude kroon. Zekerheid daarover bestaat niet. De huidige kroon is vervaardigd in 1661, maar heeft sindsdien allerlei wijzigingen ondergaan.

## Huidige kroon
De huidige kroon heeft het traditionele vorm van een beugelkroon en bestaat uit een diadeem en vier opstaande diademen die samenkomen in een bal met een kruis. De massief gouden kroon is gevoerd met fluweel en hermelijn. De ronde diadeem is bezet met diamanten, smaragden en saffieren en op de rand zijn vier kruisen pattée en vier lelies gesoldeerd. 
Vóór 1911 werden diamanten gekocht, gehuurd en uit andere juwelen gehaald wanneer een kroon nodig was voor een nieuwe koning of koningin. De kroon zelf lag als een gouden frame zonder stenen in de juwelentoren van de Tower of London. In 1911 waren diamanten dankzij de mijnen in Zuid-Afrika minder schaars geworden, en George V besloot dat de kroon van Sint-Eduard na zijn kroning niet ontmanteld behoefde te worden. Sindsdien is de kroon met 444 edelstenen versierd. 
De kroon is eigendom van de Britse kroon maar het is geen privébezit van de vorst. Het Britse staatsrecht spreekt in dit verband van "the King in Right of the United Kingdom". Het voorwerp wordt permanent in de Tower of London tentoongesteld en wordt onderhouden door de kroonjuwelier, G. Collins & Sons, in Royal Tunbridge Wells.

## Kroon van Sint-Eduard in de heraldiek

Het is gebruikelijk om de Kroon van Sint-Eduard in de heraldiek op deze wijze af te beelden.

De kroon wordt sinds de heraldische tudorkroon in 1953 werd afgeschaft, veel gebruikt als symbool van de staatsmacht en men vindt hem op postzegels, als briefhoofd, op wapens, onderscheidingen, munten en uniformen. Overal waar Elizabeth II staatshoofd was wordt de Kroon van Sint-Eduard voor dit doel gebruikt. Ook organisaties die onder koninklijke bescherming staan mogen de kroon gebruiken.
Elizabeth II (1952-2022) was staatshoofd van het Verenigd Koninkrijk (1952-2022), Canada (1952-2022), Australië (1952-2022), Nieuw-Zeeland (1952-2022), Zuid-Afrika (1952-1961), Soedan (1952-1956), Pakistan (1952-1956), Ceylon (1952-1972), Ghana (1957-1960), Nigeria (1960-1963), Sierra Leone (1961-1971), Tanganyika (1961-1962), Jamaica (1962-2022), Trinidad en Tobago (1962-1976), Oeganda (1962-1963), Kenia (1963-1964), Malawi (1964-1966), Malta (1964-1974), Gambia (1965-1970), Guyana (1966-1970), Barbados (1966-2021), Mauritius (1968-1992), Fiji (1970-1987), de Bahama's (1973-2022), Grenada (1974-2022), Papoea-Nieuw-Guinea (1975-2022), de Salomonseilanden (1978-2022), Tuvalu (1978-2022), Saint Lucia (1979-2022), Saint Vincent en de Grenadines (1979-2022), Belize (1981-2022), Antigua en Barbuda (1981-2022) en Saint Kitts en Nevis (1983-2022).
Charles III is in 2022 als opvolger staatshoofd van het Verenigd Koninkrijk, Canada, Jamaica, Australië, Nieuw-Zeeland, de Bahama's, Grenada, Papoea-Nieuw-Guinea, Salomonseilanden, Tuvalu, Saint Lucia, Saint Vincent en de Grenadines, Belize, Antigua en Barbuda en Saint Kitts en Nevis.
In al deze landen kan men de kroon op monumenten, brievenbussen of documenten terugvinden. Het zonder (eigen) recht gebruiken van de kroon van Sint-Eduard is in veel landen waarvan de regering dit symbool gebruikt om haar autoriteit uit te drukken strafbaar en het misbruik in bijvoorbeeld reclame wordt ook actief vervolgd.